# Giovanni Bongiorni
Giovanni Bongiorni (né le 8 juillet 1956 à Pise) est un athlète italien, spécialiste du 200 et du 400 mètres.

## Biographie
Giovanni Bongiorni détient le record d'Europe du 4 × 200 mètres obtenu à Cagliari en 1983 et le record national du 4 × 400 mètres en 3 min 1 s 37 depuis les Championnats d'Europe d'athlétisme 1986 à Stuttgart, avec Vito Petrella, Mauro Zuliani et Roberto Ribaud. Il termine 4e du relais 4 × 100 m lors des Jeux olympiques de Los Angeles en 1984.
C'est le père d'Anna Bongiorni.